# Holstebro
Holstebro est une commune du Danemark située dans la région du Jutland-Central ; c’est également une ville,  chef-lieu de cette commune.
En 2007, Ulfborg-Vemb et  Vinderup (à l’exception de Mogenstrup) furent rattachées à Holstebro.

## Jumelage
La ville fait partie du douzelage depuis 1991.

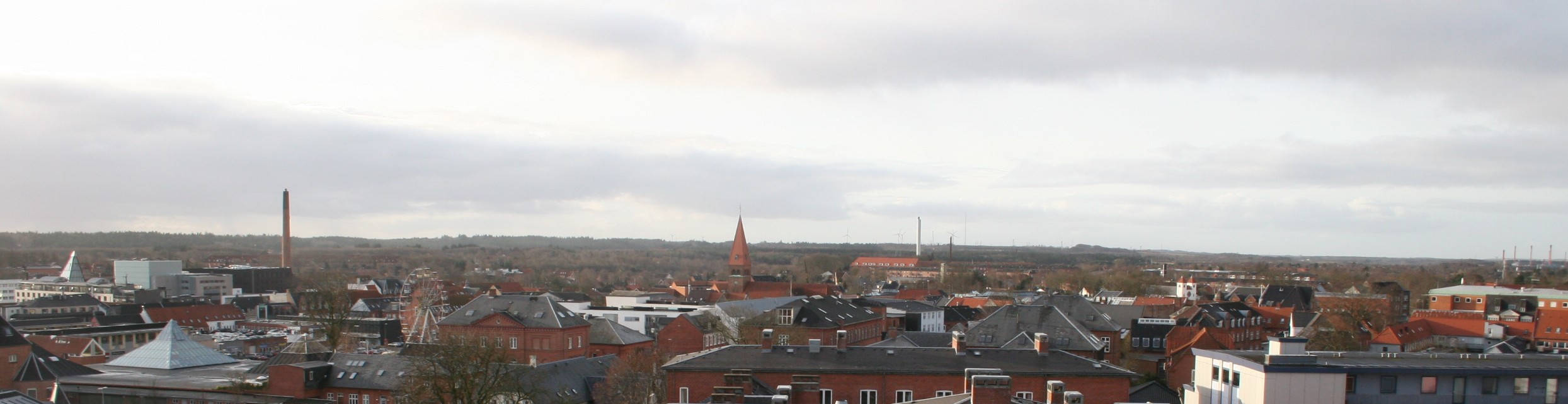
Panorama d'Holstebro.

## Sport
- Team Tvis Holstebro

## Personnalités liées à la ville
- Thora Daugaard (1874-1951), féministe et pacifiste danoise y est morte.
- Helena Rosendahl Bach (2000-),  nageuse danoise, y est né.
- Thomas Søndergård (1969-), chef d'orchestre, y est né.
- Morten Skoubo (1980-), footballeur danois, y est né.